# 이시언 (조선)
이시언(李時言, 1557년 ~ 1624년)은 조선 중기의 무신으로 임진왜란 당시 경주읍성을 탈환하는 등 전공을 세웠으나 이괄의 난에 연루되어 처형되었다.
1579년 무과에 급제하였고 1589년 이산해의 천거로 오위사용에 등용되었고 그 뒤 사과를 거쳐 1592년 상호군으로 승진되었다.
1592년 임진왜란이 일어나자 정기룡, 권응수 등의 의병장과 합세하고 명나라의 원군과 연합해 제2차 경주 전투에서 경주성을 탈환하는 데 성공해 가선대부가 되었다.
1594년 전라도병마절도사로 나갔으며 1596년에 일어난 이몽학의 난을 진압하는 데 큰 기여를 했다. 임진왜란이 끝난 후 1599년 삼도수군통제사 겸 전라 좌수사 때 이순신이 전라좌수영의 본영으로 사용하던 자리에 진남관을 건립하였다.
이어 경상우도수군절도사와 지중추부사 등을 지냈고 1605년 함경도순변사로 북방을 맡다가 1610년 공조판서에 올랐다. 1618년 전흥부원군에 봉해졌고 훈련대장도 지냈다.
그러나 1624년 이괄의 난에 연루되어 기자헌 등 35명의 연루자들과 함께 참수당했다.
| 전임 이순신 | 제4대 삼도수군통제사 1599년 1월 ~ 1601년 5월 | 후임 류형 |